# Primobucco
A Primobucco a madarak (Aves) osztályának szalakótaalakúak (Coraciiformes) rendjébe, ezen belül a fosszilis Primobucconidae családjába tartozó nem.

## Előfordulásuk
1970-ben, Pierce Brodkorb amerikai ornitológus és paleontológus, Primobucco mcgrewi néven, leírt egy fosszilis szárnyat, mely elképzelése szerint, egy ősbukkóféléhez tartozhatott. Ez a maradvány a wyomingi Lincoln megyéből került elő; ez a madár a kora eocén korszakban élhetett, Észak-Amerika területén. 2010-ben, 12 darab, ugyanehhez a fajhoz tartozó, majdnem teljes csontváz is előkerült; ezeknek tanulmányozása bebizonyította, hogy a Primobucco mcgrewi valójában nem bukkóféle, hanem a szalakóták egyik ősi képviselője volt.
Az európai Messel-lelőhelyen, ennek a madárnak megtalálták két nembéli rokonát: a P. perneri-t és a P. frugilegus-t. Két P. frugilegus maradvány begytájékánál magokat találtak, ami arra hagy következtetni, hogy a szalakóták eme ősi képviselői inkább mindenevők voltak, nem kizárólag ragadozók, mint a modern rokonaik.

## Rendszerezés
A nembe eddig, az alábbi 3 faj tartozik:
- Primobucco frugilegus
- Primobucco mcgrewi Brodkorb, 1970 - típusfaj
- Primobucco perneri

## Fordítás
- Ez a szócikk részben vagy egészben  a   Primobucco című angol Wikipédia-szócikk ezen változatának fordításán alapul.  Az eredeti cikk szerkesztőit annak laptörténete sorolja fel. Ez a jelzés csupán a megfogalmazás eredetét és a szerzői jogokat jelzi, nem szolgál a cikkben szereplő információk forrásmegjelöléseként.